# Nadeżda Aleksiewa
Nadeżda Aleksiewa (bułg. Надежда Алексиева, ur. 14 sierpnia 1969 w Dimitrowgradzie) – bułgarska biathlonistka, trzykrotna medalistka mistrzostw świata.

## Kariera
W zawodach Pucharu Świata zadebiutowała w sezonie 1986/1987, wtedy też zdobyła pierwsze punkty. Na podium zawodów pucharowych pierwszy raz stanęła 21 stycznia 1988 roku w Anterselvie, kończąc rywalizację w sprincie na drugiej pozycji. W zawodach tych rozdzieliła Norweżkę Elin Kristiansen i Marie-Pierre Baby z Francji. W kolejnych startach jeszcze cztery razy stawała na podium: 11 marca 1988 roku w Oslo była druga w biegu indywidualnym, 15 marca 1988 roku w Keuruu była druga w sprincie, 17 grudnia 1988 roku w Les Saisies była najlepsza w sprincie, a 23 stycznia 1992 roku w Anterselvie wygrała bieg indywidualny. Najlepsze wyniki osiągnęła w sezonie 1987/1988, kiedy zajęła trzecie miejsce w klasyfikacji generalnej, za Norweżkami Anne Elvebakk i Elin Kristiansen.
Podczas mistrzostw świata w Feistritz w 1989 roku wspólnie z Cwetaną Krystewą i Marija Manołową zdobyła srebrny medal w sztafecie. Był to pierwszy w historii medal dla Bułgarii w tej konkurencji. Na rozgrywanych rok później mistrzostwach świata w Oslo/Mińsku/Kontiolahti razem z Krystewą, Manołową i Iwą Karagiozową zajęła trzecie miejsce w biegu drużynowym. Ponadto podczas mistrzostw świata w Lahti w 1991 roku zdobyła srebro w biegu drużynowym, startując z Karagiozową, Manołową i Siłwaną Błagoewą. Była też między innymi czwarta w sprincie na mistrzostwach świata w Chamonix w 1988 roku, przegrywając walkę o podium z Anne Elvebakk.
W 1992 roku wystartowała na igrzyskach olimpijskich w Albertville, zajmując piąte miejsce w biegu indywidualnym oraz czwarte w sprincie i sztafecie. W walce o medal w sprincie lepsza o 5 sekund okazała się Jelena Biełowa z ZSRR. Brała też udział w igrzyskach w Lillehammer dwa lata później, zajmując 47. miejsce w biegu indywidualnym i 13. w sztafecie.

## Osiągnięcia

### Igrzyska olimpijskie
| Rok  | Miejscowość | Konkurencje | Konkurencje | Konkurencje | Konkurencje | Konkurencje | Konkurencje | Konkurencje |
| Rok  | Miejscowość | IN          | SP          | PU          | MS          | RL          | MR          | SR          |
| ---- | ----------- | ----------- | ----------- | ----------- | ----------- | ----------- | ----------- | ----------- |
| 1992 | Albertville | 5.          | 4.          | nd.         | nd.         | 4.          | nd.         | –           |
| 1994 | Lillehammer | 47.         | –           | nd.         | nd.         | 13.         | nd.         | –           |

### Mistrzostwa świata
| Rok  | Miejscowość            | Konkurencje | Konkurencje | Konkurencje | Konkurencje | Konkurencje | Konkurencje | Konkurencje |
| Rok  | Miejscowość            | IN          | SP          | PU          | MS          | RL          | MR          | SR          |
| ---- | ---------------------- | ----------- | ----------- | ----------- | ----------- | ----------- | ----------- | ----------- |
| 1988 | Chamonix               | 22.         | 4.          | nd.         | nd.         | 4.          | nd.         | –           |
| 1989 | Feistritz              | 11.         | 11.         | nd.         | nd.         | 2.          | nd.         | –           |
| 1990 | Oslo/Mińsk/Kontiolahti | 30.         | 16.         | nd.         | nd.         | 4.          | nd.         | –           |
| 1991 | Lahti                  | 34.         | 45.         | nd.         | nd.         | 2.          | nd.         | –           |
| 1992 | Nowosybirsk            | nd.         | nd.         | nd.         | nd.         | nd.         | nd.         | –           |
| 1993 | Borowec                | –           | 64.         | nd.         | nd.         | 8.          | nd.         | –           |
| 1995 | Anterselva             | 9.          | 38.         | nd.         | nd.         | 7.          | nd.         | –           |

### Puchar Świata

#### Miejsca w klasyfikacji generalnej
| Sezon     | Miejsce |
| --------- | ------- |
| 1986/1987 | 25.     |
| 1987/1988 | 3.      |
| 1988/1989 | 8.      |
| 1989/1990 | 17.     |
| 1990/1991 | 19.     |
| 1991/1992 | 26.     |
| 1992/1993 | 46.     |
| 1993/1994 | 49.     |

#### Miejsca na podium w zawodach chronologicznie
| Lp. | Dzień       | Rok  | Miejscowość | Konkurencja                | Lokata | Pudła   | Czas biegu | Strata | Zwycięzca        |
| --- | ----------- | ---- | ----------- | -------------------------- | ------ | ------- | ---------- | ------ | ---------------- |
| 1.  | 21 stycznia | 1988 | Anterselva  | Sprint na 7,5 km           | 2.     | 0+1     | 20:23,3    | +3,9   | Elin Kristiansen |
| 2.  | 11 marca    | 1988 | Oslo        | Bieg indywidualny na 15 km | 2.     | 0+0+1   | 33:21,5    | +45,8  | Elin Kristiansen |
| 3.  | 15 marca    | 1988 | Keuruu      | Sprint na 7,5 km           | 2.     | ?       | ?          | ?      | Synnøve Thoresen |
| 4.  | 17 grudnia  | 1988 | Les Saisies | Sprint na 7,5 km           | 1.     | 0+1     | 30:06,8    | –      | –                |
| 5.  | 23 stycznia | 1992 | Anterselva  | Bieg indywidualny na 15 km | 1.     | 0+1+0+0 | 51:31,9    | –      | –                |